# 快傑!コウジ園
『快傑!コウジ園』（かいけつ コウジえん）は、日本テレビほかで放送されたバラエティ番組である。日本テレビでは1997年4月6日から1998年9月27日まで、毎週日曜 16:55 - 17:25 (JST) に放送。

## 概要
1996年4月から1997年3月まで火曜深夜枠で放送された『今田・東野のCMコウジ園』をリニューアルする形でスタートした。開始当初の半年間、今田と東野は『池中玄太80キロ』に出てくる大京通信社の記者という設定で出演していた。裏番組に勝てず、短命に終わった。コウジ園シリーズは3年間の歴史に幕を閉じた。

## 出演者

### レギュラー
- 今田耕司
- 東野幸治
- 長門裕之 - 1997年9月まで。『池中玄太80キロ』の楠木デスクの役で、オープニングのみに登場。

### 準レギュラー
- 出川哲朗
- 山崎邦正
- 猿岩石
- 友野英俊
- 雨上がり決死隊
- 松尾伴内

## 主な企画
- 人間っていいなツアー
- 東野VS有吉
- リアクション芸人抹殺計画
- リアクション四天王
- 奇跡ツアー
- 陶器オリンピック

## スタッフ
- 構成：安達元一、石黒ムーミン精司、河合茂喜、山谷隆、内堀隆史
- 技術：日本テレビビデオ
- 美術：つむら工芸
- スタイリスト：高堂のりこ
- 音効：幾代学（SPOT）
- TK：大岡伸江
- 協力：吉本興業
- 制作協力：オフィスぼくら、Fact
- ディレクター：堤本幸男、三浦伸介、芦澤英祐、田場兼司、田澤実
- アシスタントプロデューサー：神成欣哉
- プロデューサー：中村喜伸、小林宏充
- 演出：斉藤敏豪、福井宏
- 総合演出：菅賢治
- チーフプロデューサー：桜田和之
- 製作著作：日本テレビ